# Johann Albrecht von Bülow
Johann Albrecht von Bülow (Glubenstein, * 27 december 1708 - Berlijn, 19 september 1776) was een Pruisisch generaal der Infanterie onder Frederik de Grote.
Von Bülow droeg de Hoge Orde van de Zwarte Adelaar en de Orde van de Rode Adelaar, hij was gouverneur van de citadel in Spandau en heer van Berlin-Lichterfelde.
Zoals gebruikelijk voor de zonen van de Pruisische aristocratie koos ook deze oudste zoon van Daniel Levin von Bülow (1677-1758) en Dorothea Margarethe von Schlubhut (1691-1742) een militaire loopbaan. Hij werd cadet en diende als "knaap" bij de grote veldheer Leopold II Maximiliaan van Anhalt-Dessau. Zijn vuurdoop was de Slag bij Mollwitz waarna hij de boodschap van de Pruisische zege naar Berlijn mocht brengen. Ook na de Slag bij Chotusitz zou hij de brenger van het goede nieuws zijn geweest.
In 1743 werd hij majoor in het infanterieregiment Markgraf Karl en in mei 1750 luitenant-kolonel. In september 1754 werd hij kolonel en op 21 maart 1757 generaal-majoor. In 1760 werd zijn jongere broer, de cavalerist Christoph Karl von Bülow, ook tot Pruisisch generaal-majoor benoemd.
De koning schonk zijn generaal in 1757 het Füsilierregiments Alt-Württemberg waarvan Johann Albrecht von Bülow "Regimentseinhaber", dus "eigenaar" werd. Dat was een lucratieve benoeming. Op 6 februari 1760 volgde zijn benoeming tot luitenant-generaal. Tijdens de Slag bij Liegnitz op 15 augustus 1760 weerstond zijn infanterie een aanval van de Oostenrijkse cavalerie. De koning eerde hem op bijzondere wijze door hem op het slagveld de Hoge Orde van de Zwarte Adelaar te verlenen. Hij mocht daarna ook de Orde van de Rode Adelaar dragen. In de Slag bij Torgau op 3 november 1760 wordt ook zijn jongere broer tot generaal benoemd.
In de winter van 1760 raakte Johann Albrecht von Bülow in krijgsgevangenschap. Na de vrede met Oostenrijk, Frankrijk, Zweden en Rusland wordt de vrijgelaten militair in 1766 gouverneur van de vesting Spandau. Het is een vertrouwenspositie want daar wordt de goudschat van Pruisen bewaard en de koning sluit daar zijn politieke gevangenen op.
Op 16 augustus 1672 redde eerste luitenant Friedrich von Collas (1727–1762) tijdens de Slag bij Reichenbach het leven van Johann Albrecht von Bülow. Collas werd zelf door een kanonskogel gedood. Daarom gaf Johann Albrecht von Bülow de broer van Friedrich, de Kapitein Johann Jakob von Collas tijdens zijn 26-jarige vestingstraf in Maagdenburg (1760–1786) een financiële ondersteuning.
Johann Albrecht von Bülow kocht de dorpen Lichterfelde en Giesensdorf bij Berlijn met hun feodale rechten. De veteraan bezat ook een huis in Berlijn waar hij, sinds 1775 generaal der infanterie, stierf. Johann Albrecht von Bülow is naar Scandinavische en Noord-Duitse gewoonte boven de grond bijgezet in een grafkapel die in 1776 tegen de dorpskerk van Lichterfelde aan werd gebouwd. Daarin rusten Johann Albrecht von Bülow, zijn vrouw Magdalene Jacobine von Bülow geb. Forestier die op 9 oktober 1780 stierf en uit latere generaties de "Königlich Preußische Kammerherr von König die in 1832 stierf en de na 22 dagen gestorven Friederike Charlotte Constantine von Rieben. De kapel en de kisten zijn goed bewaard gebleven. Ze werden in 2006 uitgebreid gerestaureerd.

## Familie
Johann Albrecht von Bülow en Magdalene Jacobine von Forestier hadden een zoon, Karl Leopold Daniel von Bülow (1748-1822) die met Louise von Lüderitz (1755-1831) trouwde.

## Militaire loopbaan
- Knaap: 1741
- Leutnant:
- Oberleutnant:
- Hauptmann:
- Major: 1743
- Oberstleutnant: mei 1750
- Oberst: september 1754
- Generaalmajor: 21 maart 1757
- Generalleutnant: 6 februari 1760
- General der Infanterie: 1775

## Onderscheidingen
- Orde van de Zwarte Adelaar
- Orde van de Rode Adelaar

## Weblinks
- Stammbaum